# Cottus czerskii
Cottus czerskii és una espècie de peix pertanyent a la família dels còtids.

## Descripció
- Fa 19,5 cm de llargària màxima.[1][2]

## Hàbitat
És un peix d'aigua dolça, demersal i de clima temperat que viu entre 0-15 m de fondària.

## Distribució geogràfica
Es troba als rius asiàtics que desemboquen al mar del Japó des del krai de Primórie fins a Corea.

## Observacions
És inofensiu per als humans.